# Гагаріно (Ішимський район)
Гага́ріно (рос. Гагарино) — село у складі Ішимського району Тюменської області, Росія.
Населення — 883 особи (2010, 980 у 2002).
Національний склад станом на 2002 рік:
- росіяни — 95 %